# Antikatholicisme
De termen antikatholicisme en antipapisme worden gebruikt voor een gevoel van afkeer van de Katholieke Kerk en een beweging die op dat gevoel gebaseerd is. Paap is een scheldwoord voor een katholiek, afgeleid van papa, het Latijnse woord voor vader of paus. In zijn meest vulgaire vorm is antipapisme een ongenuanceerde afwijzing van alles wat katholiek is. Vaak spelen niet-theologische factoren een overheersende rol in een antipaaps sentiment.
Een antipapist heeft niet altijd een hekel aan alle katholieken. Vervolging van katholieken kan dan ook niet zonder meer gelijk worden gesteld aan antipapisme.

## Oorzaken
De belangrijkste oorzaak van het antipapisme is het idee dat vertegenwoordigers van de Kerk zich niet gedragen zoals men van hun verwacht. Priesters die zichzelf verrijkten, her en der kinderen verwekten of een gehaat, meestal autoritair, bewind steunden riepen verzet op. In de zestiende eeuw leidden onder andere dergelijke misstanden tot de Reformatie. De vaak hardhandige bestrijding van de reformatie door de inquisitie versterkte het antipapisme onder protestanten. Dit leidde vaak tot onderdrukking van de katholieke eredienst, maar het antipapisme heeft nooit de uitwassen van het antisemitisme gekend. Met de opkomst van het liberalisme en socialisme in de negentiende eeuw ontstonden er ook antipapistische bewegingen onder mensen die van oorsprong katholiek waren. Uiteraard verschilde deze vorm van antipapisme sterk van het antipapisme onder protestanten.

## Antikatholicisme in Nederland
Een van de eerste antipapistische incidenten in Nederland was het doden van de Martelaren van Gorcum door de geuzen in 1572. Na 1648 werd in de gehele Republiek der Verenigde Nederlanden de katholieke eredienst verboden. De katholieken moesten hun kerken afstaan en kwamen niet meer in aanmerking voor de meeste ambten, maar zij werden niet verdreven en missen in schuilkerken werden gedoogd. Pas in 1795 kregen de katholieken gelijke rechten. Een uitbarsting van antipapisme vond plaats gedurende de Aprilbeweging van 1853. Als een laatste oprisping kan de nacht van Kersten uit 1925 beschouwd worden.

## Antikatholicisme in de Zuidelijke Nederlanden
Tijdens de Tachtigjarige Oorlog kenden ook Vlaamse en Brabantse steden kortstondige antipaapse calvinistische republieken, onder andere in Gent (1577-1584) en Antwerpen (1579-1585).

## Antikatholicisme in hetVerenigd KoninkrijkenIerland
In het Verenigd Koninkrijk en Ierland is de verhouding tussen protestanten en katholieken ingewikkeld omdat de meeste katholieken van Ierse afkomst zijn en tot de minder bedeelde klassen behoren. Sommige protestanten in Noord-Ierland voelen een zodanige haat tegen het katholieke volksdeel als geheel, dat de term antipapisme hiervoor eigenlijk te zwak is.

## Antikatholicisme in andere Europese landen
De Franse revolutionairen en Napoleon Bonaparte vervolgden de katholieke clerus vanwege de enorme macht en rijkdom van de Kerk (onder andere grondbezit van kerken en kloosters) en omdat zij dachten dat die de monarchie steunde. Ook later in de negentiende eeuw was het anti-katholicisme (eigenlijk antiklerikalisme) sterk. Tijdens de Spaanse Burgeroorlog leidde de vervolging van de Kerk door de ideologisch antikatholieke communisten en anarchisten tot meer katholieke steun aan de partij van Franco. In Duitsland voerde Otto von Bismarck in de negentiende eeuw een 'Kulturkampf' om de persvrijheid en de vrijheid van onderwijs met de katholieken.

## Antikatholicisme in deVerenigde Staten

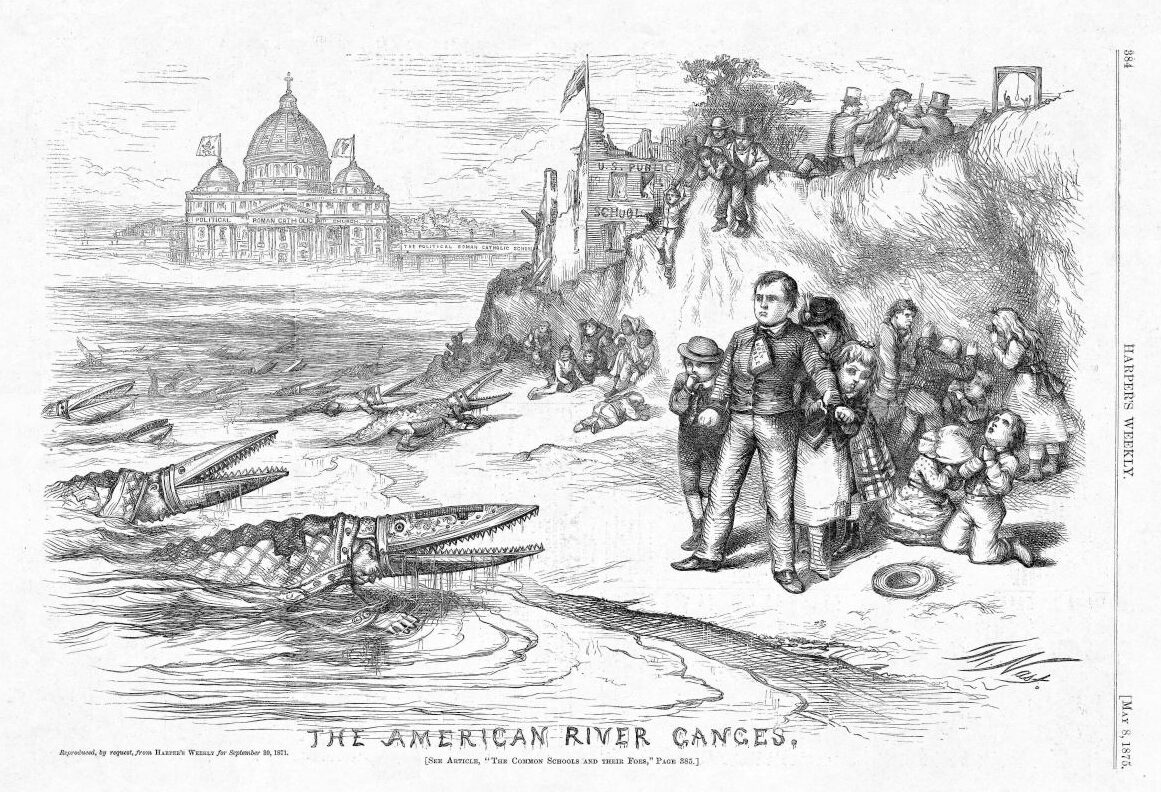
Bekende Amerikaanse cartoon uit 1876 – bisschoppen worden afgebeeld als krokodillen die de gemeenschapsscholen aanvallen, gesteund door Iers-katholieke politici

In de Verenigde Staten waren de belangrijkste private en openbare functies vaak in handen van de White Anglo-Saxon and Protestant elite. De verkiezing van John F. Kennedy als eerste rooms-katholieke president maakte echter geen sterke antipapistische gevoelens los. Het antipapisme van de Ku Klux Klan is minder fel dan haar racisme.

## Antikatholicisme bij de Oosters-orthodoxe Kerk
In landen waar de Oosters-orthodoxe Kerk een dominante rol speelt en als onlosmakelijk verbonden met de nationale identiteit wordt beschouwd, zoals Rusland en Griekenland, is sprake van een grote vijandigheid tegenover de katholieke kerk, die van 'zieltjeswinnerij' ten koste van de orthodoxe kerk wordt beschuldigd. De Russisch-orthodoxe Kerk gaat hierin zelfs zover door ook te protesteren tegen activiteiten van de katholieke kerk in buurlanden als Kazachstan en Oekraïne, die zij als haar eigen werkterrein beschouwt. Ook tijdens de burgeroorlogen van de jaren negentig in ex-Joegoslavië speelden deze gevoelens een rol in de strijd tussen de katholieke Kroaten en de orthodoxe Serviërs.

## Antikatholicisme tijdens het communisme
In Polen, Tsjecho-Slowakije en Hongarije hebben de communistische machthebbers tot ver in de jaren zeventig actief de RK Kerk het functioneren bemoeilijkt. In China worden katholieken nog steeds vervolgd door het bewind, maar dit geldt ook voor andere christenen, zodat hier geen sprake is van zuiver antipapisme. Na de val van het communisme heeft de kerk in Polen weer zeer veel invloed gekregen. Dit zou weer aanleiding voor het opkomen van antipapisme kunnen zijn. Het communistische Cuba staat daarentegen niet afkerig tegenover de Rooms-Katholieke kerk en de paus.

## Antikatholicisme in Azië
In Goa in India, dat tot 1961 een Portugese kolonie was en waar ongeveer een kwart van de bevolking katholiek is, bemoeilijken radicale hindoes de katholieken steeds meer in hun religieuze leven; in Pakistan, Irak en Indonesië is er zelfs sprake van vervolgingen door extreme moslims, maar ook in dit geval geldt dit niet alleen de katholieken maar alle christenen of zelfs alle niet-moslims.